# Marchfeld Schnellstraße
Die Marchfeld Schnellstraße S8 ist eine geplante Schnellstraße in Österreich. Sie soll in Niederösterreich als nördliche, kreuzungsfreie Hochleistungsstraße i.S. der wirtschaftlichen Anknüpfung an die Slowakei die beiden Hauptstädte Wien und Bratislava miteinander verbinden. Parallel dazu befindet sich südlich der Donau mit der Ost Autobahn A4 und der Nordost Autobahn A6 bereits eine Straßenverbindung zwischen den beiden Metropolen, weshalb der Bau einer weiteren Schnellstraße umstritten ist. Die S8 soll beim zukünftigen Knoten S1/S8 von der im Zuge der ebenfalls im Planungsstadium für einen Ausbau befindlichen Wiener Außenring Schnellstraße S1 abzweigen und bis zum Grenzübergang bei Marchegg führen.

## Streckenführung
Die derzeitigen Planungen sehen eine Streckenführung südlich von Deutsch-Wagram, Strasshof und Gänserndorf vor. In weiterer Folge verläuft die Trasse in Richtung Südosten und ab Schönfeld parallel zur Marchegger Ostbahn in Richtung Staatsgrenze bei Marchegg. Hier soll eine Querung der March folgen, wo die Schnellstraße an die D2 bzw. die geplante Umfahrung von Bratislava, den sogenannten 0-Ring, münden soll.

### Abschnitt West
Der Abschnitt West ist ein 14,2 km langes Teilstück zwischen dem Knoten S 1/S 8 und Gänserndorf/Obersiebenbrunn, wofür ca. 150 m² Wald gerodet werden sollen.
- Am 19. Juli 2011 wurden die Pläne für die notwendige Umweltverträglichkeitsprüfung eingereicht.[1] Mit dem Bau sollte 2014 begonnen werden.[2]
- Am 16. April 2019 wurde nach Durchführung einer Umweltverträglichkeitsprüfung durch das Bundesministerium für Klimaschutz, Umwelt, Energie, Mobilität, Innovation und Technologie (BMK) eine Baugenehmigung erteilt. Nach einem Einspruch hob das Bundesverwaltungsgericht am 13. September 2021 den Bescheid auf und verwies die Angelegenheit zurück an die zuständige Behörde (BMK).[3] Das Gericht begründete die Entscheidung damit, dass nicht ausreichend geklärt war, ob und wie sehr der letzte Bestand des fast ausgestorbenen Watvogels Triel durch den Bau gefährdet ist.[4]
- Nachdem gegen diese Entscheidung des Bundesverwaltungsgerichtes (BVwG) Revision erhoben wurde, erkannte am 6. Februar 2023 der Verwaltungsgerichtshof, dass das BVwG die Sache nicht zurück an die Behörde verweisen hätte dürfen, und stattdessen selbst in der Sache zu entscheiden hat.[5]
- Am 12. Dezember 2024 entschied das Bundesverwaltungsgericht gegen die Umweltverträglichkeit der Marchfeld-Schnellstraße aufgrund der erheblichen Beeinträchtigung des Natura-2000-Gebietes Sandboden und Pratertrasse und der unwiderruflichen Zerstörung der nahezu einzigen Brutstätte des Triels.[6] Die niederösterreichische Landesregierung kündigte erneute Revision an den Verwaltungsgerichtshof und Verfassungsgerichtshof an.[7]

Bei den Vorarbeiten stießen Archäologen auf ein Massensoldatengrab aus der Zeit der napoleonischen Kriege, wo in diesem Gebiet 1809 die Schlacht bei Wagram stattfand.

### Abschnitt Ost
Für das zweite Teilstück bis zur Staatsgrenze bei Marchegg ist noch kein Zeitplan bekannt wegen erneuter Umweltverträglichkeitsprüfung.